# Die Krocketpartie
Die Krocketpartie (französisch: La Partie de croquet) ist ein impressionistisches Gemälde von Édouard Manet aus dem Jahre 1873. Es befindet sich heute im Städel in Frankfurt am Main.

## Bildinhalt
Zu sehen sind vier Personen, zwei Frauen und zwei Männer, beim Krocketspiel in einer Gartenlandschaft. Die Personen sind identifizierbar. Édouard Manet stellt auf diesem Gemälde seinen Künstlerkollegen und Freund Alfred Stevens sowie seine Freunde Paul Rodier, Alice Legouvé und Victorine Meurent dar. Als Spielfeld dient der Garten von Alfred Stevens. Die zwei Frauen tragen entsprechend den Konventionen ihrer Zeit Hut und Korsett, was insbesondere an der linken Frauenfigur gut erkennbar ist. Krocket war im Zeitraum, als das Gemälde entstand, ein sehr beliebtes Freizeitvergnügen der französischen Mittelschicht. Es erlaubte einen zwanglosen Umgang zwischen den Geschlechtern, wie er bei wenigen anderen Freizeitvergnügen möglich war. Entsprechend lässig sitzt die vordere männliche Figur im Gras, die hintere männliche Figur hat die linke Hand in die Hosentasche gesteckt und beobachtet das Geschehen in dandyhafter Haltung. Die dargestellten Personen sind hintereinander gestaffelt. Eine Diagonale verläuft von der vorne sitzenden Figur zu dem im Bildhintergrund dargestellten Herrn.

## Einordnung
Die Impressionisten, zu denen Édouard Manet zählte, setzten sich intensiv mit der Pleinairmalerei auseinander. Édouard Manet stellte sich der besonderen Herausforderung dieser Malerei erst ab 1870, nachdem ihn seine Künstlerkollegin Berthe Morisot dazu anregte. Der Garten ist nur sehr flüchtig dargestellt. Florale Details fehlen. Verglichen zu anderen impressionistischen Pleinairmalereien wirkt das Bild auf Grund seiner durchdachten Tiefenstaffelung statisch.

## Belege

### Einzelbelege
1. ↑   Schule et al., S. 208.